# Переезжее
Переезжее — село в Лискинском районе Воронежской области.
Входит в состав Щучинского сельского поселения.
Село славится рыбалкой. На дорожном знаке обозначающем название села имеется изображение рыбы.

## География
Расположено на реке Дон.

### Улицы[2]
- ул. Колхозная
- пер. Колхозный 1-й
- пер. Колхозный 2-й
- ул. Коммунистическая
- пер. Коммунистический 1-й
- ул. Садовая
- пер. Садовый

## История
Село было основано в 1704 году православными украинскими казаками бежавшими от польского гнета. Первоначально село было расположено на другом месте — рядом с современным селом Щучьим. Однако в 20-е годы XVIII века село переехало (отсюда и название) на более удобное место — на берег реки Дон. Переезд был обусловлен более подходящими условиями — наличие заливного луга, богатой рыбалкой, хорошим черноземом, наличием дикорастущих плодовых деревьев. На месте прежнего села (место это называется «Селище») и сейчас можно увидеть остатки старых строений.
В середине XVIII века несколько семей из села отделились и поселились на два километра севернее возле озера богатого рыбой, особенно щукой, в честь которой новое поселение было названо Щучьим. В дальнейшем история этих двух сел была неразрывно связана.
С 1708 года земли, где располагаются ныне села Переезжее и Щучье, стали крепостными землями помещиков Тевяшовых.
В 1818 году помещик Тевяшов Иван Степанович продал земли на которых находились села поручику Станкевичу Владимиру Ивановичу, служившему в царской армии.
В 1840 году земли были отданы помещиком в приданое своей дочери — Надежде, которая вышла замуж за Карла Вульферта, немца по национальности.
19 марта 1916 года села Щучье и Переезжее были выделены в отдельную волость по просьбе Карла Вульферта. Главой стал Приходской Кондрат Федеровичем, имевший авторитет среди сельчан.
29 октября 1917 года в село Щучье прибыл представитель большевиков из Острогожска и на сельском сходе было принято решение передать власть советам. Председателем сельского совета стал бывший волостной староста Приходской Кондрат Федорович.
Во время гражданской войны земли на которых располагались села попали к белоказакам. Советская власть вернулась только к концу 1919 года когда согласно приказу главнокомандующего Деникина А.И Вооружённые силы Юга России отступили и земли опять перешли большевикам.
В январе 1930 года в Щучье на усиление колхозного строительства прибыли представители Рабоче-Крестьянской партии Чернушкин и Плужников. В Переезжее прибыл тульский рабочий-оружейник Фёдоров. На сельском сходе было решено провести сплошную коллективизацию а также было принято постановление о раскулачивании пяти семей в Щучьем и двух семей в Переезжем. Эти семьи, вместе с семьями священника и дьякона, отправили в ссылку, их имущество было конфисковано в пользу колхоза.
С весны 1930 года все население состояло в колхозах «Красный Дон» (Щучье) и «Хлебороб» (Переезжее). В 1934 году из «Красного Дона» выделился колхоз «Прогресс».
С июня 1942 по январь 1943 года села попали под немецкую оккупацию. По воспоминанием жителей сел на третий день немецкие войска пошли дальше оставив венгерские части вермахта. Рядом с селами расположен знаменитый «Щученский плацдарм», где происходили ожесточенные бои. По дороге ведущей в села установлен мемориал «Щученский плацдарм» с танком Т-34. На плацдарме очень много захоронений, до сих пор видны очертания окопов.
С 1959 по 1966 год производилась электрификация сел с помощью динамо-машины. С 1971 года села подключены к государственной электросети.
С 1997 по 2000 годы производилась газификация села.
17 февраля 2002 года колхозники сдали свои земельные паи (по 5 гектаров) в аренду немецкому гражданину Штефану Дюрру — владельцу немецко-российской компании «ЭкоНива». Компания построила молочную ферму, засадила поля. Работа в «ЭкоНиве» является основным источником дохода жителей сел Переезжее и Щучье. Кроме того летом очень много отдыхающих.
23 ноября 2005 года Переезжее официально стало селом (ранее у села был статус хутора)

### Интересный факт
В 1954 году в окрестностях сел Щучье и Переезжее на Дону был найден древний челн (III тысячелетие до н. э.), выдолбленный из цельного куска дерева, экспонирующийся с 1959 года в Московском Государственном Историческом Музее.
В 1970-х годах, недалеко от села Переезжее, были найдены останки мамонта.

## Экономика
Недалеко от села находится ферма российско-германской компании «Эконива». Большинство земель (бывший колхоз «Тихий Дон») также принадлежит этой компании.

### Транспорт
В село ведёт асфальтированная дорога, трижды в день ходит автобус Лиски — Щучье — Переезжее.
- Отправление автобуса с Лискинского автовокзала: 05:10, 11:45, 17:15.
- Отправление автобуса с Переезжего: 06:00, 12:30, 18:00.

### Торговля
Есть один магазин, периодически[прояснить] приезжает автолавка.

## Культура
В селе на улице Коммунистической расположен Переезженский сельский клуб.

## Медицина
В селе есть фельдшерский пункт.

## Известные люди
В селе живёт и творит Денисов, Александр Георгиевич, художник-пейзажист.

## Кладбище
Напротив клуба расположено сельское кладбище на котором расположен мемориал солдатам погибшим в годы Великой Отечественной войны.